# Cleora cucullata
Cleora cucullata là một loài bướm đêm trong họ Geometridae.